# Girolamo da Sommaia
Girolamo da Sommaia (Florencia, 1573 - 1635) fue un escritor e historiador italiano.

## Biografía
Girolamo da Sommaia viajó a España en octubre de 1599 a estudiar ambos derechos en la Universidad de Salamanca; llevó un diario entre 1603 y 1607 antes de regresar a Italia en este último año, donde trabajó para la Universidad de Pisa. Este diario, escrito en una especie de jerga italoespañola y que se conserva manuscrito en la Biblioteca Nazionale de Florencia, fue editado por George Haley con el título de Diario de un estudiante de Salamanca. La crónica inédita de Girolamo da Sommaia (1603-1607) (Salamanca: Universidad - Secretariado de Publicaciones e Intercambio Científico, 1977 [reed.: León, Bibliotheca Altera, 1997]). 
El diario es obra importante como fuente histórica sobre la vida salmantina del Siglo de Oro, porque menudea informaciones difíciles de conseguir por otras fuentes, sobre todo económicas, pues su diario es ante todo un libro de cuentas en que apunta cuidadosamente los precios que paga por todo: libros, ropa, comidas, piezas teatrales de los corrales de comedias (copia incluso los títulos y precios de aquellas a las que no asistía)... Por ejemplo, ofrece datos sobre el comercio de copia de avisos y gacetas y cuánto se pagaba por esa forma inicial de periodismo. Hace una descripción curiosa del ambiente cultural y de sus relaciones sociales: los Anaya, los Maldonados, el conde Monterrey… Pedro Gómez -el barbero-, sacerdotes, menestrales, las predicaciones, los entresijos de la vida universitaria, sus relaciones con prostitutas (Petrona, Belisa, Francisca di Salas… "per dolcitudine… 4 reali"), hasta detalles muy íntimos (In somniis emisi seminem). 
El estudiante poseía una buena posición económica que le permitió alquilar una casa a la que invitaba a compañeros de estudios, amigos e influyentes miembros de la sociedad local, entre ellos eruditos y literatos a los que frecuentaba, como Ambrosio Alemán o Lorenzo Ramírez, con quien cambiaba voluntariamente libros e impresiones. En 1604 el joven y prometedor jurista Juan Solórzano Pereira (que obtendrá en 1606 la prima cátedra de leyes) le hizo leer en primicias su tratado sobre el parricidio, Parlai a Solórzano del suo libro de Parricidijs. 
Da Sommaia era un apasionado del teatro y buen conocedor de varias lenguas: español, francés y estudiaba el inglés, experto jugador de cartas; también era muy devoto y participaba regularmente en todas las ceremonias religiosas anotando el contenido de los sermones o de las lecciones universitarias de Teología. Incluso anotaba los pecados de que se confesaba, no solo por sus excesos sensuales con ragazze compiacenti, sino de sus lecturas heterodoxas: «Confessai con fra Lamberto – scrive il 10 novembre 1606 – ventiuna fornicazione. Baci. Il Bodino. Il Machiavello. Le scritture di Benetia». Leía escritos que circulaban clandestinamente por Salamanca, como las Relaciones del exsecretario de Felipe II de España, Antonio Pérez, portadoras de una dura crítica al gobierno absoluto, de las cuales hizo copiar numerosas hojas. Mostraba un especial interés por las instrucciones y tratados sobre gobierno, como las de Carlos V a Felipe II, las Advertencias de Escipión de Castro a Marco Antonio Colonna, la Utopia de Tomás Moro, el De Rege de Juan de Mariana, adquirido en 1604 junto al De ponderibus et mensuris del mismo autor por 8 reales. También anota las intervenciones de la Inquisición: «Mandò la Inquisition recoger il quarto tomo del padre Francisco Suárez sopra la terza parte di Santo Tomás», como escribe el 1 de abril de 1606.
Aunque frecuentaba las bibliotecas del Colegio de Salamanca, su disponibilidad económica le permitió adquirir muchos libros, sobre todo de derecho canónico y civil. Pero su verdadera pasión eran los clásicos grecolatinos, las relaciones de viajes, la historia y la literatura española y del Renacimiento italiano; leyó las obras de Luis de Góngora, los Sueños de Francisco de Quevedo, La Celestina de Fernando de Rojas, las comedias de Lope de Vega y, en 1605, la primera parte del Quijote de Cervantes apenas impresa y todavía en rama, sin encuadernación («Al detto [Gómez] Don Quixote de la Mancha sciolto, et l’inquaderna Gaspar de la Alva»).

## Fuente
- Diario de un estudiante de Salamanca Ed. de George Haley, Salamanca: Universidad - Secretariado de Publicaciones e Intercambio Científico, 1977.

- Datos: Q5880402